# Broken Arrow (píseň, Pixie Lott)
„Broken Arrow“ je píseň britské popové zpěvačky-skladatelky Pixie Lott. Píseň pochází z reedice jejího debutového studiového alba Turn It Up Louder. Produkce se ujal producent Toby Gad.

## Hitparáda
| Žebříček | Příčka |
| -------- | ------ |
| Anglie   | 12     |
| Irsko    | 30     |
| Skotsko  | 10     |